# اچ‌دی‌ام‌اس ابسالون (ال۱۶)
اچ‌دی‌ام‌اس ابسالون (ال۱۶) (به انگلیسی: HDMS Absalon (L16)) یک کشتی است که طول آن ۱۳۷٫۶ متر (۴۵۱ فوت ۵ اینچ) می‌باشد. این کشتی در سال ۲۰۰۵ ساخته شد.